# Emilie Hegh Arntzen
Emilie Hegh Arntzen, född 1 januari 1994, är en norsk handbollsspelare, som spelar som vänsternia.

## Karriär

### Klubblagsspel
Hegh Arntzen började tidigt med simning och fotboll, men valde handboll i årskurs 3 på skolan i Stord. Hon började spela för Stord efter att hennes mor Hanne Hegh startade med flicklag i klubben, men familjen flyttade till Skien då Hegh Arntzen var nio år gammal. Där spelade hon för Gulset IF och Herkules IF. Hon hamnade sedan i Gjerpen IF där hennes far var tränare. Den 20 maj 2014 signerade Hegh Arntzen ett kontrakt med Byåsen IL, och flyttade till Trondheim efter säsongen. Efter tre år i Byåsen bytte hon 2017 klubb till Vipers Kristiansand efter att ha skrivit ett tvåårskontrakt med klubben. 2019 tog klubben brons i EHF Champions League. Med Vipers har hon också vunnit norska mästerskapet fyra gånger 2018–2021. Säsongen 2020–2021 vann Vipers även EHF Champions League efter seger mot Brest Bretagne i finalen.

### Landslagsspel
Emilie Hegh Arntzens landslagskarriär började då hon representerade Norge i 2011 års U17-EM där Norge tog en bronsmedalj, och året efter då hon var med U18-VM där Norge också tog brons. 2013 års U19-EM slutade med en fjärdeplacering, och U20-VM 2014 kom Norge på nionde plats. Hon debuterade i A-landslaget mot Island 9 oktober 2014 under Golden League i Danmark. Hon blev sedan uttagen i truppen till EM 2014. I EM 2014 tog sin första seniortitel då hon blev Europamästare med Norge. Hon har sedan spelat för Norge i OS i Rio 2016, EM 2016 i Sverige, VM 2017 i Tyskland, EM 2018 i Frankrike, VM 2019 i Japan, EM 2020 i Danmark, VM 2021 i Spanien, och EM 2022.

## Meriter i klubblag
- EHF Champions League 2021
- Norska ligan 2018, 2019, 2020 och 2021
- Norska cupen 2017, 2018, 2019, 2020
- Rumänska cupen 2022
- EHF-cupen 2018

### Individuella utmärkelser
- MVP i Rumänska cupen 2022

## Privatliv
Emilie Hegh Arntzen är dotter till den förre internationella handbollsspelare Hanne Hegh och handbollsspelaren och Gjerpentränaren Ketil Arntzen. 2014 studerade hon till "barnevernspedagog" i Trondheim vid sidan av handbollen. Hösten 2016 började hon studier i ekonomi och administration vid NTNU Handelshögskolan.